# Второе Троекурово
Второ́е Троеку́рово (2-е Троеку́рово) — село Троекуровского сельсовета Лебедянского района Липецкой области. Расположено на левом берегу реки Красивой Мечи.
Название произошло от названия соседнего села Троекурова бывшим в конце XVII века владением князя И. Б. Троекурова.
Соединено с Троекуровом плотиной закрытой Троекуровской ГЭС.

## Население
| 2010 |
| ---- |
| 94   |